# Письмо до Громады
«Письмо до Громады» — львівський політично-літературний часопис. Виходив у 1863—1865 і 1867—1868 роках. Головний редактор: Северин Шехович.

## Основні дані
Видавець і відповідальний редактор: Северин Шехович.
Друк: Михайла Ф. Поремби, Львів (1863—1865); Ставропігійська друкарня, Львів (1867—1868).
Упродовж 1863 року виходив неперіодично (з'явилося 5 номерів), а з 1(13) серпня 1864 року виходить як тижневик, з січня 1867 року — як двотижневик. Вийшли числа:
- 1863 — [1-5]
- 1864 — 1-23
- 1865 — 24-51
- 1867 — 52-62, 63-64, 65-71
- 1868 — 72-89/90

Формат: коливався у межах 25,5-29 × 21-22 см.
У 1865 р. виходив двотижневий додаток до часопису, газета для учителів і для домашнього виховання «Школа».

## Тематика
«Письмо до Громады» було орієнтоване на сільського читача. Відповідно, помітне місце в часописі займали матеріали суспільно-громадської та економічно-господарської тематики.
Найактивніші автори газети: Северин Шехович, Г. Легин, Йосип Лозинський, Лев Трещаківський та інші.
Мова часопису — близька до народної української. 
Останнє число, №89/90, вийшло 19(31) 1868 року.